# Micropeza tabernilla
Micropeza tabernilla är en tvåvingeart som beskrevs av Cresson 1926. Micropeza tabernilla ingår i släktet Micropeza och familjen skridflugor. Inga underarter finns listade i Catalogue of Life.